# O'Reilly Open Source Convention
Pour les articles homonymes, voir O'Reilly.

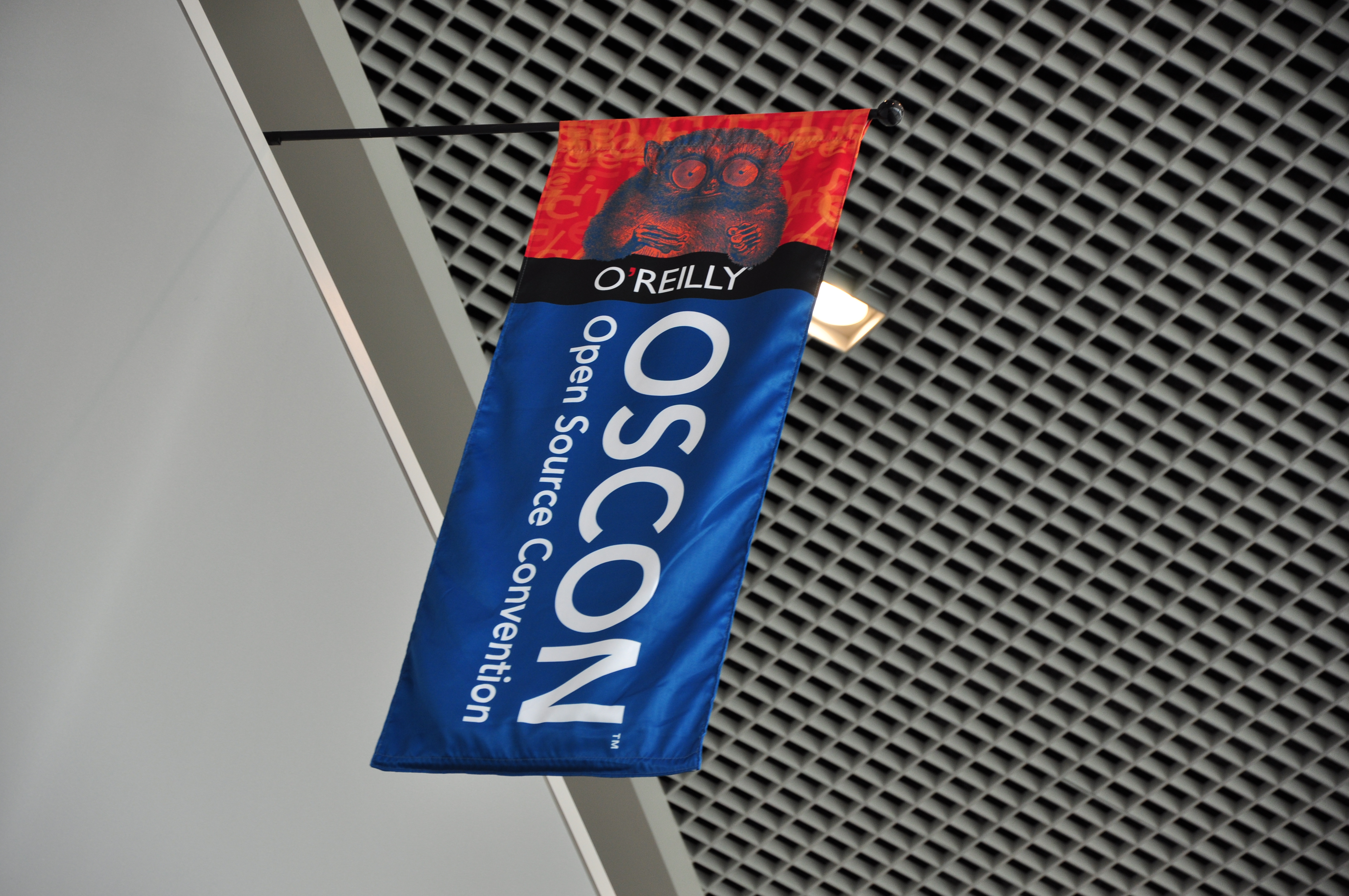
OSCON.

La O'Reilly Open Source Convention (OSCON) est un événement annuel d'informatique pour discuter des logiciels open source tels Linux, MySQL, Perl et Python.  Organisé par l'éditeur O'Reilly Media, il se tient chaque année aux États-Unis de 1999 à 2020. En 2005, une première édition européenne a lieu à Amsterdam.
OSCON était initialement une conférence Perl et connue sous ce nom, mais s'est rapidement étendue à d'autres logiciels Open Source. En réaction au coût prohibitif de la conférence Perl, la communauté Perl a créé la série de conférences YAPC.

## Évènements notables
- OSCON a toujours été le lieu de la plus grande conférence Perl où, chaque année, Larry Wall donnait son « état de l'onion », allusion à la conférence annuelle du président des États-Unis appelée « discours sur l'état de l'Union ». On y annonce le futur Perl 6.
- C'est aussi le lieu de la conférence PHP la plus importante.
- En 2001, Microsoft y reconnaît que l'open source a une valeur ajouté dans l’écosystème logiciel[2] et en 2005, l'entreprise sera l'un des principaux sponsor de la première édition européenne[1].
- Depuis 2003, où elle a attiré plus de 1800 participants[3] c'est aussi une conférence sur le Python.
- En 2007, Jimmy Wales, fondateur de Wikipédia, y annonce lancer Wikia afin de concurrencer le moteur de recherche de Google[4]
- En 2020, Tim O'Reilly annonce la fin des conférences, ainsi que le licenciement de 75 de ses employés[5].

## Lieux
L'OSCON s'est déroulée principalement à Portland (Oregon) à partir de 2003. Son départ à San José (Californie) en 2009 provoque des réactions à Portland où l'événement était le rassemblement national le plus important, amenant plus de 2000 participants. En 2015, elle est le plus grand salon technologique de l'Oregon.
| Edition | Lieu                  | Date               |
| ------- | --------------------- | ------------------ |
| 2020    | Portland, OR (Annulé) | 13-16 juillet 2020 |
| 2019    | Portland, OR          | 15-18 juillet 2019 |
| 2018    | Portland, OR          | 16-19 juillet 2018 |
| 2017    | Austin, TX            | 8-11 mai 2017      |
| 2016    | Austin, TX            | 16-19 mai 2016     |
| 2015    | Portland, OR          | 20-24 juillet 2015 |
| 2014    | Portland, OR          | 20-24 juillet 2014 |
| 2013    | Portland, OR          | 22-26 juillet 2013 |
| 2012    | Portland, OR          | 16-20 juillet 2012 |
| 2011    | Portland, OR          | 25-29 juillet 2011 |
| 2010    | Portland, OR          | 19-23 juillet 2010 |
| 2009    | San Jose, CA          | 20-24 juillet 2009 |
| 2008    | Portland, OR          | 21-25 juillet 2008 |
| 2007    | Portland, OR          | 23-27 juillet 2007 |
| 2006    | Portland, OR          | 24-28 juillet 2006 |
| 2005    | Portland, OR          | 1-5 août 2005      |
| 2004    | Portland, OR          | 26-30 juillet 2004 |
| 2003    | Portland, OR          | 7-11 juillet 2003  |
| 2002    | San Diego, CA         | 22-26 juillet 2002 |
| 2001    | San Diego, CA         | 22-26 juillet 2001 |
| 2000    | Monterey, CA          | 17-20 juillet 2000 |
| 1999    | Monterey, CA          | 21-24 août 1999    |